# Tom Denney
Tom Denney (* am 23. November 1982 in Ocala, Florida) ist ein US-amerikanischer Musikproduzent.

## Karriere
Tom Denney begann im Alter von zehn Jahren Gitarre zu spielen. Später spielte er gemeinsam mit Bobby Scruggs in einer Band, die 2 Days 2 Late hieß. Denney nahm Kontakt mit Jeremy McKinnon auf und gründete mit diesem die Band A Day to Remember. Denney spielte mit der Band die ersten drei Studioalben And Their Name Was Treason, For Those Who Have Heart und Homesick ein, ehe er Mitte des Jahres 2009 aus der Band zurücktrat.
Als Grund für seinen Ausstieg nannte die Band, dass er sich auf seine Hochzeit, seine Familie und sein Aufnahmestudio fokussieren wolle. Trotz seines Ausstiegs bei A Day to Remember, ist Denney noch heute am Schreibprozess an Liedmaterial der Band beteiligt. So schrieb er Musik für diverse Stücke auf den Alben What Separates Me from You und Common Courtesy.
Seit dem Jahr 2007 ist Denney als Musikproduzent tätig. Er arbeitete mit verschiedensten Künstlern der Rock- und Metal-Szene zusammen, darunter Paddock Park, For the Fallen Dreams, Confide, We Are the In Crowd, Pierce the Veil, We Are Defiance, Secrets, The Word Alive und Woe, Is Me.

## Diskografie

### Als Musiker
- 2005: And Their Name Was Treason (Album, Indianola Records)
- 2007: For Those Who Have Heart (Album, Victory Records)
- 2009: Homesick (Album, Victory Records)

### Als Musikproduzent
- 2008: Paddock Park – A Hiding Place for Fake Friends (Album, Eulogy Recordings)
- 2010: Confide – Recover (Album, Komponist)
- 2010: We Are the In Crowd – Guaranteed to Disagree (EP, Komponist)
- 2010: Pierce the Veil – Selfish Machines (Album, Musik)
- 2010: The Word Alive – Deceiver (Album, Komponist)
- 2011: We Are Defiance – Trust in Few (Album, Tragic Hero Records)
- 2011: For the Fallen Dreams – Back Burner (Album)
- 2012: Secrets – The Ascent (Album)
- 2013: Secrets – Fragile Figures (Album)
- 2013: Woe, Is Me – American Dream (EP)
- 2016: Pierce the Veil – Misadventures (Album, Komponist)